# Francois Andrieu
F. (probablement François) Andrieu va ser un compositor, probablement francès, de finals del segle XIV.
No se sap gairebé res d'ell més enllà del fet que el 1377 va compondre la música del lament escrit en lloança de Guillaume de Machaut, "mestre de tota melodia", el text del poeta Eustache Deschamps. També es troba al Còdex Chantilly del Museu Condé una balada a quatre parts: Armes amours / O flour des flours.
Tot i que l'únic vincle que es pot establir és simplement una similitud d'estil, també ha estat identificat com a "Magister Franciscus", compositor de dues altres balades que daten aproximadament del mateix període i estan dedicades a Gastó III de Foix:
De Narcissus, home tres ourgilleus (composta abans de 1376)
Phiton, Phiton, beste tres veneneuse. La seva música pertany a l'ars nova, un estil musical nascut d'una investigació de vegades molt abstracta que condueix a una nova concepció del llenguatge i la teoria musical. Sorgit a principis del segle XIV, aquest estil va evolucionar cap a un gran refinament i complexitat, tant en la polifonia com en el ritme (en aquest darrer sentit, es caracteritza particularment pel desenvolupament d'un procés compositiu anomenat isorítmia).